# Charlotte Bobcats 2004-2005
La stagione 2004-05 dei Charlotte Bobcats fu la 15ª nella NBA per la franchigia.
I Charlotte Bobcats arrivarono quarti nella Southeast Division della Eastern Conference con un record di 18-64, non qualificandosi per i play-off.

## Roster
| N° | Naz.                   | Ruolo | Sportivo         | Anno | Alt. | Peso |
| -- | ---------------------- | ----- | ---------------- | ---- | ---- | ---- |
| 0  | Stati Uniti (bandiera) | A     | Theron Smith     | 1980 | 203  | 102  |
| 1  | Stati Uniti (bandiera) | G     | Jason Hart       | 1978 | 191  | 84   |
| 2  | Stati Uniti (bandiera) | C     | Melvin Ely       | 1978 | 208  | 118  |
| 3  | Stati Uniti (bandiera) | A     | Gerald Wallace   | 1982 | 201  | 98   |
| 4  | Stati Uniti (bandiera) | G     | Kareem Rush      | 1980 | 198  | 98   |
| 5  | Stati Uniti (bandiera) | G     | Eddie House      | 1978 | 185  | 82   |
| 7  | Slovenia (bandiera)    | C     | Primož Brezec    | 1979 | 218  | 114  |
| 8  | Stati Uniti (bandiera) | G     | Steve Smith      | 1969 | 198  | 91   |
| 10 | Stati Uniti (bandiera) | GA    | Keith Bogans     | 1980 | 196  | 98   |
| 12 | Stati Uniti (bandiera) | G     | Cory Alexander   | 1973 | 185  | 83   |
| 13 | Stati Uniti (bandiera) | G     | Matt Carroll     | 1976 | 198  | 96   |
| 21 | Stati Uniti (bandiera) | GA    | Bernard Robinson | 1980 | 198  | 95   |
| 22 | Stati Uniti (bandiera) | G     | Brevin Knight    | 1975 | 178  | 78   |
| 24 | Stati Uniti (bandiera) | G     | Jason Kapono     | 1981 | 203  | 97   |
| 31 | Stati Uniti (bandiera) | AC    | Jamal Sampson    | 1983 | 211  | 107  |
| 32 | Stati Uniti (bandiera) | G     | Tamar Slay       | 1980 | 203  | 98   |
| 35 | Stati Uniti (bandiera) | A     | Malik Allen      | 1978 | 210  | 116  |
| 50 | Stati Uniti (bandiera) | AC    | Emeka Okafor     | 1982 | 208  | 114  |
| 55 | Stati Uniti (bandiera) | AC    | Jahidi White     | 1976 | 206  | 132  |

## Staff tecnico
- Allenatore: Bernie Bickerstaff
- Vice-allenatori: J.B. Bickerstaff, Gary Brokaw, Jeff Capel, Gary Kloppenburg, John Outlaw